# 立川連
立川 連（たちかわ むらじ、1877年（明治10年）12月18日 - 没年不詳）は、台湾総督府官僚。

## 経歴
茨城県久慈郡太田町（現常陸太田市）で、立川義之の長男として生まれる。1904年（明治37年）に東京帝国大学法科大学政治科を卒業。阿緱庁長、台湾総督府事務官、殖産局移民課勤務、同農政課勤務を経て、台中州知事となった。

## 親族
- 弟 宮田重文（参議院議員）[2]